# El Cuiji
El Cuiji är en ort i Mexiko.   Den ligger i kommunen Cuajinicuilapa och delstaten Guerrero, i den sydöstra delen av landet, 300 km söder om huvudstaden Mexico City. El Cuiji ligger 34 meter över havet och antalet invånare är 184.
Terrängen runt El Cuiji är platt åt sydväst, men åt nordost är den kuperad. Runt El Cuiji är det glesbefolkat, med 8 invånare per kvadratkilometer. Närmaste större samhälle är Ometepec, 13,9 km norr om El Cuiji. Omgivningarna runt El Cuiji är en mosaik av jordbruksmark och naturlig växtlighet.